# Nethinius perroti
Nethinius perroti là một loài bọ cánh cứng trong họ Cerambycidae.